# Danni Jensen
Danni Jensen (født 10. juni 1989 i Taastrup) er en dansk fodboldspiller, der spiller højre back i fodboldklubben BK Frem.

## Biografi
Danni Jensens første klub var Tåstrup B70 (det nuværende Taastrup FC), hvor han spillede indtil drengeårene. Efter succes i Taastrup, flyttede Danni Jensen som 14-årig til KB og senere til FC København, hvor han 1. maj 2008 fik professionel kontrakt. Danni Jensen debuterede for FC København den 31. juli 2008 mod den nordirske klub Cliftonville F.C., hvor Danni Jensen blev skiftet ind i 2. halvleg i kampen. Han blev noteret for fem kampe for FCK's førstehold, men kontrakten blev ikke fornyet i sommeren 2011.
Efter forgæves træningsophold i AB og norske Bodø/Glimt spillede Danni Jensen som amatør for AB i oktober 2011 indtil han i sommeren 2012 skiftede til Avarta. Efter at have spillet for Avarta i efteråret 2012 skiftede Danni Jensen i februar 2013 til BK Frem.

## Ungdomslandshold
Danni Jensen har spillet i alt 14 kampe for forskellige danske ungdomslandshold.